# UN 3373
UN 3373 se refere a classificação da Organização das Nações Unidas para um produto perigoso da classe de risco 6, subclasse 6.2, sob o nome  de "substância Biológica de categoria B", ou simplesmente, "Espécime para Diagnóstico".
As substâncias Biológicas de Categoria B, ao contrário das de categoria A de origem humana (UN 2814) e/ou animal (UN 2900), são substâncias tidas como infecciosas, que não apresentam suspeitas fundamentadas de que as mesmas contenham agentes patógenos. Ou seja, não há indícios de que contenham microrganismos tais como bactérias, vírus, rickettsias, parasitas, fungos ou outros agentes como príons, que possam causar enfermidades. 